# 中西正樹 (声優)
中西 正樹（なかにし まさき、5月30日 - ）は、日本の男性声優。奈良県橿原市出身。ケンユウオフィス所属。

## 略歴
アミューズメントメディア総合学院大阪校卒業、talk back卒業。

## 人物
趣味は映画鑑賞、ゲーム、チョコミント巡り。特技は鳴き真似、指パッチン。

## 出演

### テレビアニメ
2018年
- ドラえもん（テレビ朝日版第2期）（2018年 - 2024年、青年、映画監督、オペレーター、クラッシャー大岩、店主A）
- 爆釣バーハンター（プラカラーキッド）
- とある魔術の禁書目録III（2018年 - 2019年、牛深、市民）

2019年
- アサシンズプライド（観客、ジンの部下）
- ちはやふる3（男子生徒）
- GRANBLUE FANTASY The Animation Season 2（帝国兵B）

2020年
- 名探偵コナン（2020年 - 2025年、鑑識、巡査、隊員、暴漢）
- とある科学の超電磁砲T（警備）
- トミカ絆合体 アースグランナー（2020年 - 2021年、クラッチ）
- 炎炎ノ消防隊 弐ノ章（焔ビト）
- ツキウタ。 THE ANIMATION2（ガキ大将、参加者C）
- 魔女の旅々（客）

2021年
- カードファイト!! ヴァンガード overDress（2021年 - 2022年、役人、観客） - 2シリーズ
- セブンナイツ レボリューション -英雄の継承者-（男子生徒）
- ミュークルドリーミー みっくす!（石膏像B）
- NIGHT HEAD 2041（男性アナウンサー）
- 忍たま乱太郎（2021年 - 2024年、忍者、町の人、山賊、店主、本家まんじゅう屋さん 他）
- SCARLET NEXUS（怪伐軍）

2022年
- 失格紋の最強賢者（宮廷魔導士A、亜魔族C）
- BORUTO-ボルト- NARUTO NEXT GENERATIONS（サカナミ）
- ありふれた職業で世界最強 2nd season（海人族兵士B）
- もっと!まじめにふまじめ かいけつゾロリ（バッチリー、部下D、ワララ、常連客C、監督）
- 乙女ゲー世界はモブに厳しい世界です（使者、男子）
- 薔薇王の葬列（従者A）
- はたらく魔王さま!!（ボス、ガブリエルの部下）
- ダンジョンに出会いを求めるのは間違っているだろうかIV 新章 迷宮篇（冒険者）
- 僕のヒーローアカデミア（2022年 - 2024年、異能解放軍メンバー、ヴィラン、村民、異形市民） - 2シリーズ
- デュエル・マスターズ WIN（2022年 - 2023年、役員A、小原伊之助） - 2シリーズ
- クレヨンしんちゃん（2022年 - 2024年、中年男性、サラリーマンB、男性A、アナウンス、戦闘員B 他）
- 異世界おじさん（王国軍隊長）
- 陰の実力者になりたくて!（2022年 - 2023年、司会、教団員） - 2シリーズ

2023年
- 老後に備えて異世界で8万枚の金貨を貯めます（貴族）
- アリス・ギア・アイギス Expansion（整備員A）
- Dr.STONE NEW WORLD（ビーム君）
- 機動戦士ガンダム 水星の魔女（幕僚）
- 無職転生 II 〜異世界行ったら本気だす〜（商人A）
- スパイ教室
- MFゴースト（2023年 - 2024年、セコンドA、前園セコンド、MFGスタッフ、石神セコンド、赤羽セコンド 他） - 2シリーズ
- 『ヒプノシスマイク-Division Rap Battle-』Rhyme Anima +（客）
- 進撃の巨人 The Final Season 完結編（後編）（マーレ兵）
- 薬屋のひとりごと（武官）
- アンデッドアンラック（2023年 - 2024年、ゾンビ、オークショニア）

2024年
- BEYBLADE X（システム音声、ライバル社長）
- ポケットモンスター（手下、受付）
- 異修羅（黄都兵）
- 俺だけレベルアップな件（ハンター）
- 姫様“拷問”の時間です（マッドカイザー）
- 悪役令嬢レベル99 〜私は裏ボスですが魔王ではありません〜（兵士A）
- 道産子ギャルはなまらめんこい（お爺さん）
- 黒執事（2024年 - 2025年、紳士、使用人） - 2シリーズ
- Lv2からチートだった元勇者候補のまったり異世界ライフ（魔族1）
- 異世界失格（兵士）
- なぜ僕の世界を誰も覚えていないのか?（エルフ）
- 烏は主を選ばない（旅人）
- るろうに剣心 -明治剣客浪漫譚- 京都動乱（尖角配下部隊員）
- 魔王2099（グラムの父）
- シャングリラ・フロンティア（2024年 - 2025年、SF-Zoo男性A、司会）
- 嘆きの亡霊は引退したい（ノール）
- 村井の恋（お面屋、バスアナウンス）
- 鴨乃橋ロンの禁断推理（大山）

2025年
- グリザイア:ファントムトリガー（村長）
- UniteUp! -Uni:Birth-（スタッフ）
- チ。-地球の運動について-（男、住人）
- トリリオンゲーム（スタッフ）
- ヴィジランテ-僕のヒーローアカデミア ILLEGALS-（市民、会社員）
- 九龍ジェネリックロマンス（バーテンダー）
- 神統記（テオゴニア）（ラグ村兵士）

### 劇場アニメ
- 劇場版 SHIROBAKO（2020年、戦闘員E[3]）
- バブル（2022年）
- 駒田蒸留所へようこそ（2023年、桜盛酒造 広報）

### OVA
- フルーツバスケット -prelude-（2022年、店員）

### Webアニメ
- 極主夫道（2021年、ヤクザC）
- PLUTO（2023年、団員、空挺ロボ）
- あたしンちNEXT（2024年、犬を連れた男、神輿の一団）

### ゲーム
2016年
- バトルフィールド1（フランス将校）

2018年
- シティダンク（レイダー、レイザー、コング）

2019年
- イモータル・レガシー 不滅の禍（パイロット、傭兵）
- 元気封神（黄飛虎、迦楼羅）
- モンスターストライク（アヒ・ポキ）
- 侍魂オンライン-朧月伝-（黒子、タムタム）
- Days Gone
- ドラゴンクエストXI 過ぎ去りし時を求めて S（キメラ、飛竜、盗賊子分）
- ハローヒーロー: Epic Battle

2020年
- 龍が如く7 光と闇の行方（巨漢アフロ、関西ヤクザ）
- 仁王2（三面八面）
- ライフ イズ ストレンジ 2（マシューズ巡査）
- 宮ノ計 (パレストリック)（李広）
- デュエル・マスターズ プレイス（電磁無頼アカシック・サード、超天星バルガライゾウ、サイバー・J・イレブン 他）

2022年
- コードギアス 反逆のルルーシュ ロストストーリーズ

2023年
- OCTOPATH TRAVELER II
- BLUE PROTOCOL
- 百英雄伝（オーモンド）

2024年
- 龍が如く8
- ライドカメンズ
- カイジ外伝：激熱の街（マリオ・ガルシア、佐原誠、船井譲次、沼川拓也）
- メタファー:リファンタジオ

### BLCD
- ラブネスト（マスター）

### 吹き替え

#### 映画
- アイリッシュマン（廷吏）
- アポカリプスZ ～終末の始まり～
- いつかはマイ・ベイビー（サイモン）
- ウィキッド ふたりの魔女[7]
- X-MEN:ダーク・フェニックス（男性担当(2)）
- オペレーション・フィナーレ（トーハー）
- 俺たちホームズ&ワトソン（カーター、衛兵）
- ケミカル・ハーツ（男子生徒）
- ゴーストライター（サウンダース）
- 災厄の家（アドナン）
- ザ・コンクエスト シベリア大戦記（ヨハン）
- ザ・バンカー（銀行捜査官）
- 猿の惑星/キングダム[8]
- 守護教師（ドンス）
- ジョニー・イングリッシュ アナログの逆襲（ジェフリー）
- STUBER/ストゥーバー（フェリクス、ポニーテール）
- スピード・キルズ（ジュールス）
- スプラッシュ ※Disney+版
- セイビング・レニングラード 奇跡の脱出作戦（コースチャ・ゴレロフ〈アンドレイ・ミロノフ＝ウダロフ〉）
- ダーケスト・マインド（リーダーキッド）
- ターミネーター:ニュー・フェイト（廃墟帽子男）
- DOOM/ドゥーム:アナイアレーション（ウィンズロー）
- トゥループ・ゼロ-夜空に恋したガールスカウト-（パサード）
- ナイトメア・アリー[9]
- パッドマン 5億人の女性を救った男（同僚男性）
- 不夜城の男（ミンチーム長、カンチョル）
- 4.3.2.1（テリー）
- ヘイト・ユー・ギブ（生徒、デモ男、記者男）
- ベラのワンダフル・ホーム（スティーブ）
- マー -サイコパスの狂気の地下室-（チャズ）
- マリグナント 狂暴な悪夢（バスコ〈ダン・ラモス〉[10]）
- Mank/マンク（グレイディ）
- ミスター・ガラス
- 無双の鉄拳（警察官）
- ラブ・アゲイン 2度目のプロポーズ（事故男）
- リービング・アフガニスタン（アブダサラモフ）
- リミット・オブ・アサシン（Z）
- ワイルド・ブレイク（ロペス）

#### ドラマ
- アブセンシア〜FBIの疑心〜（コリン・スペンサー）
- イージー シーズン3（クール、マルコム）
- NCIS 〜ネイビー犯罪捜査班 シーズン11（ギャレット曹長）
- ギフテッド 新世代X-MEN誕生（患者男性）
- ギレルモ・デル・トロの驚異の部屋（ドハティ）
- クリエイティブ・ギャラクシー シーズン3（イジーのパパ）
- 激情のコロッセオ 死にゆく者たち
- コッソンビ 二花院の秘密 (チョンス〈ジヒョク〉)[11]
- ザ・ウィドウ 〜真実を求めて〜（ジョシュア、アジキウェ〈バブス・オルサンモクン〉）
- シカゴ P.D.（ジョニー・マルケス）
- シカゴ・ファイア（ダレン・リッター〈ダニエル・キリ〉）
- 新米刑事モース〜オックスフォード事件簿〜（デイキン）
- SUITS/スーツ（クレイグ）
- SUITS:ジェシカ・ピアソン（オスカー）
- 世界で一番可愛い私の娘
- チャンネル・ゼロ ブッチャーズ・ブロック（スマートマウス）
- ドラキュラ伯爵（エイブラモフ）
- 9-1-1: LA救命最前線（スティーブ、トミー）
- ナウ・アポカリプス 〜夢か現実か!? ユリシーズと世界の終わり（オットー、アイザック）
- ナルコス:メキシコ編（DEA局員）
- ハンムラビ法廷〜初恋はツンデレ判事!?〜（セジュン）
- 被告人（ウロク）
- FAMOUS IN LOVE（男性アシスタント）
- BULL / ブル 法廷を操る男 シーズン3（ブーン刑事）
- マーベラス・ミセス・メイゼル シーズン2（ケント）
- リトル・ファイアー〜彼女たちの秘密（ジョー、カール）
- リベリオン（デニス、ショーニー）

#### アニメ
- 悪魔城ドラキュラ -キャッスルヴァニア-
- 悪魔城ドラキュラ -キャッスルヴァニア-: 月夜のノクターン[12]
- 『インサイド・ヘッド』の世界より:ライリーの夢の製作スタジオ（ゼニ）
- ギガントサウルス（イグナティウス、ギガントサウルス、ディロ）
- スパイ in デンジャー（ヤクザ）
- 天官賜福 貮（肉売り、鬼、野人、神官、売り子 他）
- 失くした体（収集人）
- 星つなぎのエリオ[13]
- ラブ、デス&ロボット（マキシム、隊員、観客）
- 烈火澆愁

#### 人形劇
- ダーククリスタル: エイジ・オブ・レジスタンス（美食家〈スケク・アユク〉、カディア長老）

### ボイスオーバー
- カウントダウン to ライダーカップ（ジョン・ラーム）
- 仰天!海の底まる見え検証（ビックフォード）
- Softbank RAMS（B男）
- WHO I AM シーズン3（ジェームズ）

### シリーズ一覧
1. ↑  Season1（2021年）、続編『will+Dress』Season1（2022年）
2. ↑  第6期（2022年）、第7期（2024年）
3. ↑  第1期（2022年）、第2期『決闘学園編』（2023年）
4. ↑  1st season（2022年）、2nd season（2023年）
5. ↑  1st Season（2023年）、2nd Season（2024年）
6. ↑  第4期『-寄宿学校編-』（2024年）、第5期『-緑の魔女編-』（2025年）

### 初出話一覧
1. 1 2  第1171話初出
2. ↑  第965話初出
3. ↑  第1049話初出
4. ↑  第1105話初出
5. 1 2  第17話初出
6. 1 2  第2話初出
7. 1 2 3 4 5  第5話初出
8. 1 2 3  第6話初出
9. 1 2 3  第7話初出
10. ↑  第14話初出
11. 1 2  第23話初出
12. ↑  第35話初出
13. ↑  第59話初出
14. 1 2 3 4  第4話初出
15. 1 2  第8話初出
16. 1 2  第11話初出
17. 1 2  第5期 第12話初出
18. ↑  第4期 第6話初出
19. ↑  第15話初出
20. ↑  第27話初出
21. ↑  第3話初出
22. 1 2  第47話初出
23. ↑  第28話初出
24. ↑  第18話初出
25. ↑  第24話初出
26. ↑  第25話初出